# Прожогін Василь Єліозарович
Васи́ль Єліоза́рович Прожо́гін (19 травня 1906, місто Орел, тепер Орловської області, Російська Федерація — 9 вересня 1980, місто Київ) — український радянський діяч, журналіст. Кандидат у члени ЦК КП(б)У в травні 1940 — січні 1949 р. Кандидат філологічних наук (1949), доцент, професор Київського державного університету імені Тараса Шевченка.

## Біографія
Народився в робітничій родині. Закінчивши семирічну школу, розпочав трудову біографію у 1921 році учнем слюсаря в Орловському міському паровозному депо. Там само навчався у залізничному професійному технікумі (1923—1927 роки). Працював слюсарем, бригадиром, помічником машиніста, машиністом Орловського паровозного депо.
Член ВКП(б) з 1927 року.
У 1928 році почав працювати в пресі, переважно на керівній роботі: в 1928—1931 роках — заступником відповідального редактора газети «Молодой Коммунар» (орган Воронезького обкому ВЛКСМ); у 1931—1932 роках — відповідальним редактором газети «Ударник» (орган політвідділу Південно-Східної залізниці у Воронежі); у 1932—1935 роках — завідувачем промислово-транспортного відділу газети «Коммуна» (орган Воронезького обкому ВКП(б)).
Одночасно, у 1935 році закінчив заочне відділення Московського інституту журналістики імені газети «Правда», а також вечірнє відділення Воронезького інституту марксизму-ленінізму. У 1935—1938 роках — студент Московського інституту червоної професури літератури.
У 1938 році рішенням ЦК ВКП(б) відряджений до Дніпропетровська на посаду відповідального редактора газети «Днепропетровская правда» (орган Дніпропетровського обласного комітету КП(б)У). Тоді ж обирався членом Дніпропетровського обкому КП(б)У.
У грудні 1938 — червні 1942 року — відповідальний редактор республіканської газети «Советская Украина» (органу ЦК КП(б)У).
З серпня 1942 року — в Червоній армії, учасник німецько-радянської війни. Працював відповідальним редактором фронтової газети «Вперед на Запад» 9-го механізованого корпусу 3-ї гвардійської танкової армії 1-го Українського фронту. У 1945—1946 роках — лектор Політичного управління Центральної групи радянських окупаційних військ у Бадені, Австрія.
Після демобілізації з армії працював лектором ЦК КП(б)У. У 1946—1954 р. — працював у Вищій партійній школі (ВПШ) при ЦК КП(б)У, завідував кафедрою партійного будівництва і журналістики.
У 1948—1949 роках — слухач курсів дисертантів Академії суспільних наук при ЦК ВКП(б). Успішно захистив кандидатську дисертацію на тему «Праця в естетиці М. Горького».
Нарівні з основною роботою у ВПШ, починаючи з 1948 року, працював у Київському державному університеті на кафедрі російської літератури філологічного факультету та з 1950 року — на кафедрі теорії і практики радянської преси відділення журналістики за сумісництвом. У 1950 році здобув вчене звання доцента. Від квітня 1951 до жовтня 1952 року очолював кафедру теорії і практики радянської преси на філологічному факультеті у Київському державному університеті й був фактично її першим чинним завідувачем (за сумісництвом).
У 1953—1969 роках — доцент кафедри історії журналістики на факультеті журналістики Київського державного університету імені Тараса Шевченка. До 1978 року — професор кафедри історії літератури і журналістики Київського державного університету імені Тараса Шевченка.
Розробив і читав нормативні дисципліни «Історія російської журналістики», «Історія російської літератури ХІХ сторіччя», «Історія російської публіцистики», а також спецкурси «Публіцистична майстерність Чернишевського», «Максим Горький — публіцист» та «Олександр Сергійович Пушкін — публіцист». Опублікував понад 200 матеріалів з різних питань російського літературознавства, у тому числі дві монографії про творчість Горького.

## Сім'я
Дружина, Ольга Іванівна, 1913 р. н., працювала в Раді Міністрів УРСР. Син Анатолій, полярний льотчик (помер 1999 року). Донька Аліса Герасименко, журналістка. В. Є. Прожогін жив у Києві, помер у вересні 1980 року.

## Звання
- капітан
- майор

## Нагороди
- орден Червоного Прапора (29.04.1944)
- орден Вітчизняної війни 2-го ст. (9.04.1945)
- ордени
- медалі